# Peter Biskind
Peter Biskind (? - 1940) é um jornalista, crítico, historiador de cinema, escritor e editor estadunidense, mais conhecido por suas biografias sobre astros de Hollywood. 

## Biografia
Biskind é casado com a também escritora, Elizabeth Hess.
Vive com a família no condado de Columbia, em Nova York.
Quando estava realizando as pesquisas para a biografia de Warren Beatty, em 2007, ele teria mantido um caso extraconjugal com a artista novaiorquina Dawn Ellis, que teria durado até 2009; com o rompimento ela tornou pública a relação.

## Carreira
Biskind foi editor-chefe das revistas American Film (1981-1986) e Premiere (1986-1996), é colaborador da Vanity Fair e publicou oito livros, traduzidos alguns em mais de trinta idiomas.
Colaborou em diversas publicações de nível nacional nos EUA, como Rolling Stone, Paris Match, The Nation, The New York Times, entre outros.
Sua biografia de Warren Beatty causou polêmica ao revelar que o astro teria feito sexo com mais de 2.500 mulheres. A cantora Carly Simon, uma das citadas, declarou na época que as imprecisões da obra a motivaram a lançar sua autobiografia, o que efetivamente fez cinco anos depois. O livro também inspirou um ensaio de Woody Allen, imaginando como seria uma repórter se entregando aos braços de um Don Juan como Beatty, recebendo ao final um troféu com o número "12.989".

## Livros
Principais obras:
- Seeing Is Believing: How Hollywood Taught Us to Stop Worrying and Love the Fifties (Pantheon Books, 1983)
- The Godfather (Companion, 1990)
- Easy Riders, Raging Bulls: How the Sex-Drugs-and-Rock 'n' Roll Generation Saved Hollywood (Simon & Schuster, 1998) (obra traduzida no Brasil com título Como a geração sexo drogas e rock ́n ́roll salvou Hollywood, Intrínsica, 2009)
- Down and Dirty Pictures: Miramax, Sundance, and the Rise of Independent Film (Simon & Schuster, 2004)
- Gods and Monsters: Thirty Years of Writing on Film and Culture From One of America's Most Incisive Writers (Nation Books, 2004)
- Star: How Warren Beatty Seduced America (Simon & Schuster, 2010)
- My Lunches With Orson: Conversations between Henry Jaglom and Orson Welles (Metropolitan Books, 2013)